# Europastraße 373
Die Europastraße 373 (Abkürzung: E 373) ist eine Europastraße, die die Stadt Lublin in Polen mit Kiew in der Ukraine verbindet. Von südöstlich Lublin bis zur ukrainischen Grenze ist die E 373 identisch mit dem östlichen Teil der Droga krajowa 12. Geplant ist der Ausbau zur Droga ekspresowa S12. Ab der Grenze ist die E 373 identisch mit der M 07. Nach insgesamt 508 Kilometern auf ukrainischem Gebiet erreicht die E 373 Kiew.

## Verlauf
Die E 373 beginnt südöstlich von Lublin bei Piaski, wo sie von der E 372 nach Osten abzweigt. Sie durchquert die Stadt Chełm und trifft bei Dorohusk auf die polnisch-ukrainische Grenze. Ab der ukrainischen Grenze bei Jahodyn entspricht der Verlauf der E 373 dem der M 07. Bei Kowel wird die E 85 gekreuzt. Ab Sarny verläuft die E 373 dann in südöstlicher Richtung und erreicht schließlich Kiew.